# Parafia św. Mateusza w Loganholme
Parafia św. Mateusza w Loganholme – parafia rzymskokatolicka, należąca do archidiecezji Brisbane.